# Charles Thomas Bingham
Pour les articles homonymes, voir Bingham.
Charles Thomas Bingham est un zoologiste britannique, né le 16 avril 1848 en Irlande et mort le 18 octobre 1908 à Londres.
Il est attaché au Bengal Staff Corps et occupe le poste de conservateur des forêts de Birmanie jusqu’en 1894. Il s’installe alors à Londres où il travaille au British Museum sur les hyménoptères et accessoirement sur les lépidoptères.

## Publications
- The Fauna of British India, Including Ceylon and Burma. Hymenoptera. Volume 1. Wasps and Bees. London: Taylor and Francis (1897).
- The Fauna of British India, Including Ceylon and Burma. Hymenoptera, Volume 2. Ants and Cuckoo-wasps. London: Taylor and Francis (1903).
- The Fauna of British India, Including Ceylon and Burma. Butterflies Volume 1. London: Taylor and Francis (1905).
- The Fauna of British India, Including Ceylon and Burma. Butterflies Volume 2. London: Taylor and Francis (1907)

## Source
- Anthony Musgrave (1932). Bibliography of Australian Entomology, 1775-1930, with biographical notes on authors and collectors, Royal Zoological Society of New South Wales (Sydney) : viii + 380.